# Conseguenze della prima guerra mondiale

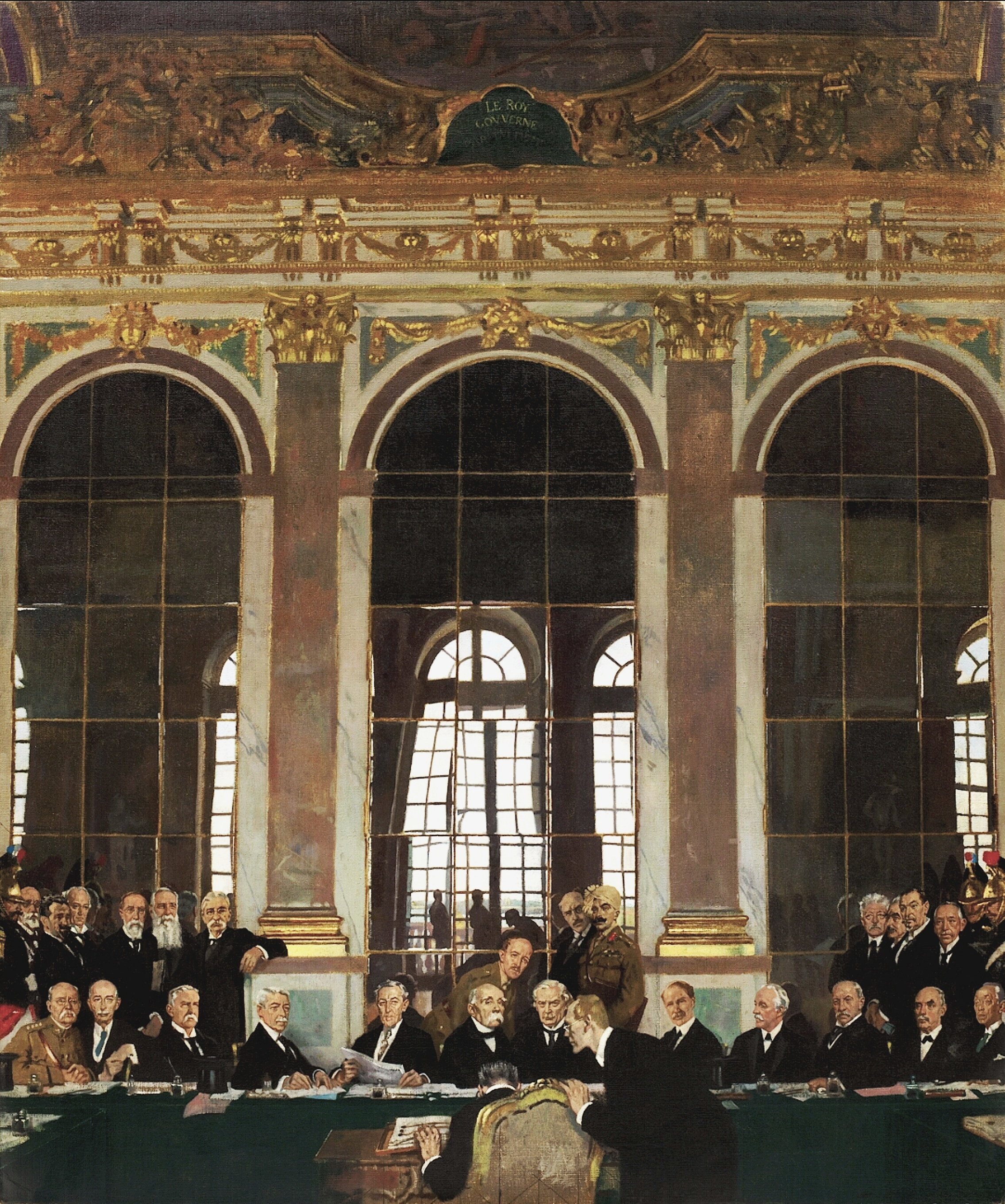
La firma della pace nella Sala degli Specchi

Con la cessazione dei combattimenti, l'Austria-Ungheria era ormai disgregata in due entità differenti, sia Austria che Germania erano senza imperatore. Inoltre i problemi che le nazioni sconfitte avrebbero dovuto affrontare erano enormi: combattere le forze rivoluzionarie di sinistra e il militarismo di estrema destra e rivitalizzare l'economia distrutta. Ma anche per le nazioni vincitrici gli impegni della pace rappresentavano un peso gravoso: mantenere la promessa di una vita migliore fatta ai soldati che tornavano dai campi di battaglia e gestire le controversie territoriali dei nuovi stati sorti dalla caduta degli Imperi centrali non fu impresa affatto semplice, considerando poi le conseguenze che ogni decisione avrebbe potuto avere.

## Fine dei grandi imperi centrali e nuove identità nazionali
Dalle rovine dei quattro imperi sconfitti emersero diversi nuovi stati. Il 1º dicembre 1918, tre settimane dopo la fine della guerra, a Belgrado venne proclamato il Regno dei Serbi, Croati e Sloveni che racchiudeva molte minoranze etniche, tra cui tedeschi, bulgari, italiani e ungheresi. In teoria, secondo il piano di Wilson e secondo quanto previsto dalla neocostituita Società delle Nazioni, ciascuna di queste minoranze sarebbe stata meglio protetta di quanto non lo fosse stata sotto l'impero prima della guerra.
Il 13 dicembre il presidente Wilson arrivò in Europa; ora la sua visione di una nuova Europa sarebbe stata messa alla prova al tavolo della conferenza di pace di Parigi, ed esaltata o offuscata dai suoi trattati.

### I quattordici punti di Wilson

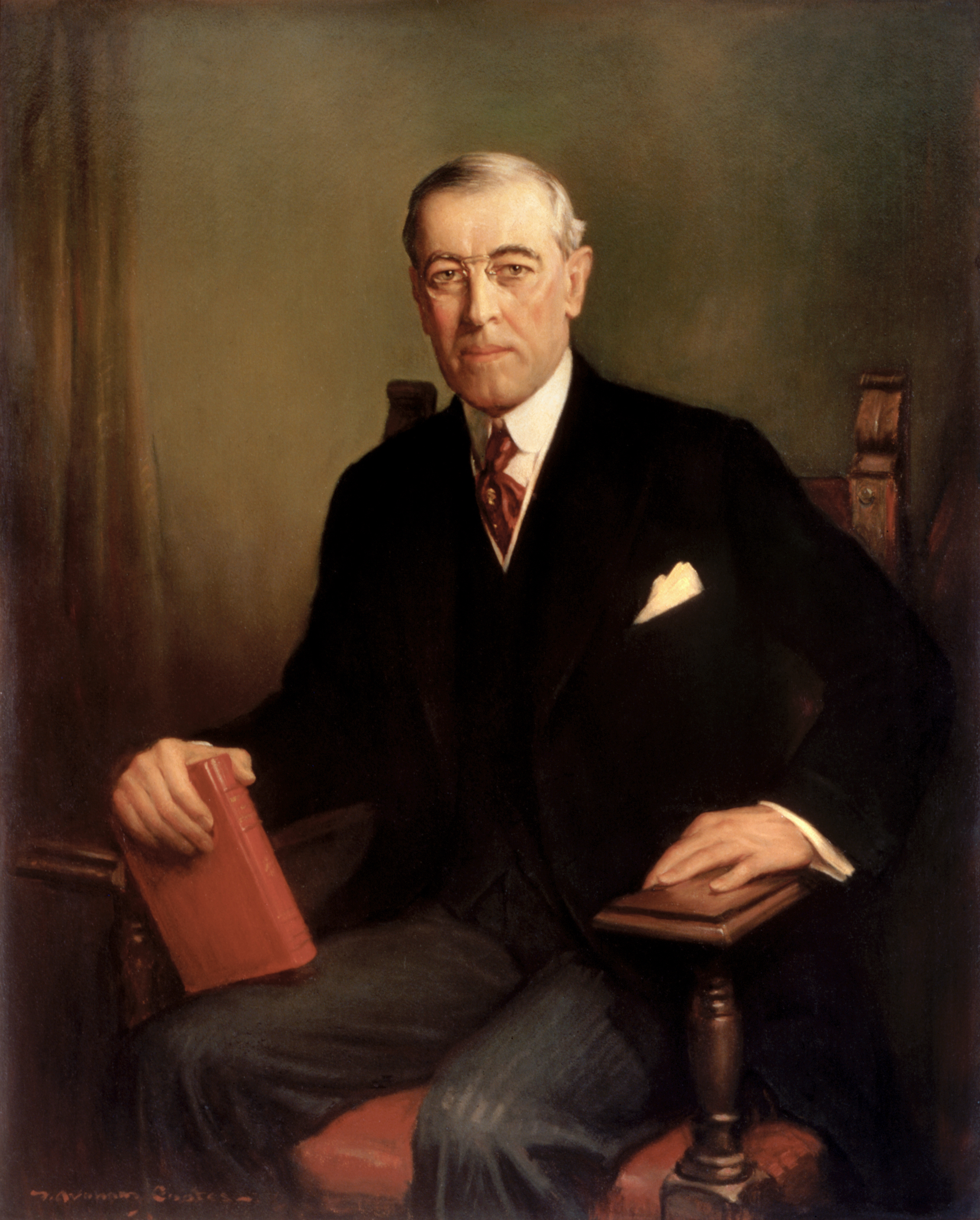
Thomas Woodrow Wilson, presidente degli Stati Uniti d'America e ideatore dei quattordici punti, con cui si prefiggeva di garantire la pace nel mondo

Nel 1914, mentre l'Europa era vicina alla prima guerra mondiale, il presidente degli Stati Uniti d'America Thomas Woodrow Wilson disse che «l'America apparirà in piena luce quando tutti sapranno che essa pone i diritti umani sopra ogni altro diritto e che la sua bandiera non è solo dell'America ma dell'Umanità». In tal modo Wilson recepiva le convinzioni e le idee dei movimenti pacifista, progressista e internazionalista statunitense e, sebbene nei casi pratici non esitasse a favorire l'uso della forza, come durante la Rivoluzione messicana, lontano dai confini statunitensi e in Europa si presentava come un "paladino della pace, delle soluzioni arbitrali per ogni conflitto, dell'opposizione alla diplomazia segreta, della predicazione per la nascita di una grande organizzazione internazionale capace di dare valore di norme di diritto internazionale ai principi dell'internazionalismo". Nel gennaio 1917, quando ormai la guerra era scoppiata da anni, Wilson ribadì il suo pensiero di fronte al Senato, dichiarando che la pace doveva essere "basata sull'uguaglianza delle nazioni, sull'autogoverno dei popoli, sulla libertà dei mari, su una riduzione generalizzata degli armamenti" e senza vincitori, poiché una pace imposta ai vinti avrebbe comportato un'altra guerra.
Queste parole non si sarebbero mai tradotte in fatti concreti se gli Stati Uniti non fossero già stati la prima potenza economica mondiale e se non fossero entrati in guerra. Quando questo avvenne, tra il 6 e il 7 aprile 1917, la proposta wilsoniana dovette poi misurarsi, oltre che con le potenze impegnate nei combattimenti, anche con Lenin e la Rivoluzione d'ottobre, che predicavano sì un nuovo ordine internazionale, ma fondato sull'alleanza dei lavoratori invece che su intese fra governi. L'8 novembre il Congresso panrusso dei Soviet licenziò il «decreto per la pace» nel quale chiedeva ai popoli di tutti i Paesi in guerra e ai rispettivi governi «l'immediata apertura di negoziati per una pace giusta e duratura», dal carattere essenzialmente eversivo, dal momento che si rivolgeva prima di tutto ai popoli, come premessa per la rivoluzione proletaria. Esattamente due mesi dopo, l'8 gennaio 1918, Wilson rispose con quattordici punti dove riunì gli obiettivi di guerra statunitensi: fine della diplomazia segreta, libertà di navigazione e libero commercio, limitazione agli armamenti, avendo l'accortezza di far precedere questi quattordici punti con un preambolo in cui era scritto che gli Stati Uniti non entravano in guerra per interessi propri, quanto piuttosto per rendere più sicuro il mondo e le nazioni.
Wilson pretese dagli Alleati che la resa della Germania fosse basata sui quattordici punti. Stessa cosa per il punto di partenza dei negoziati di pace.

### La conferenza di Parigi e i trattati di pace

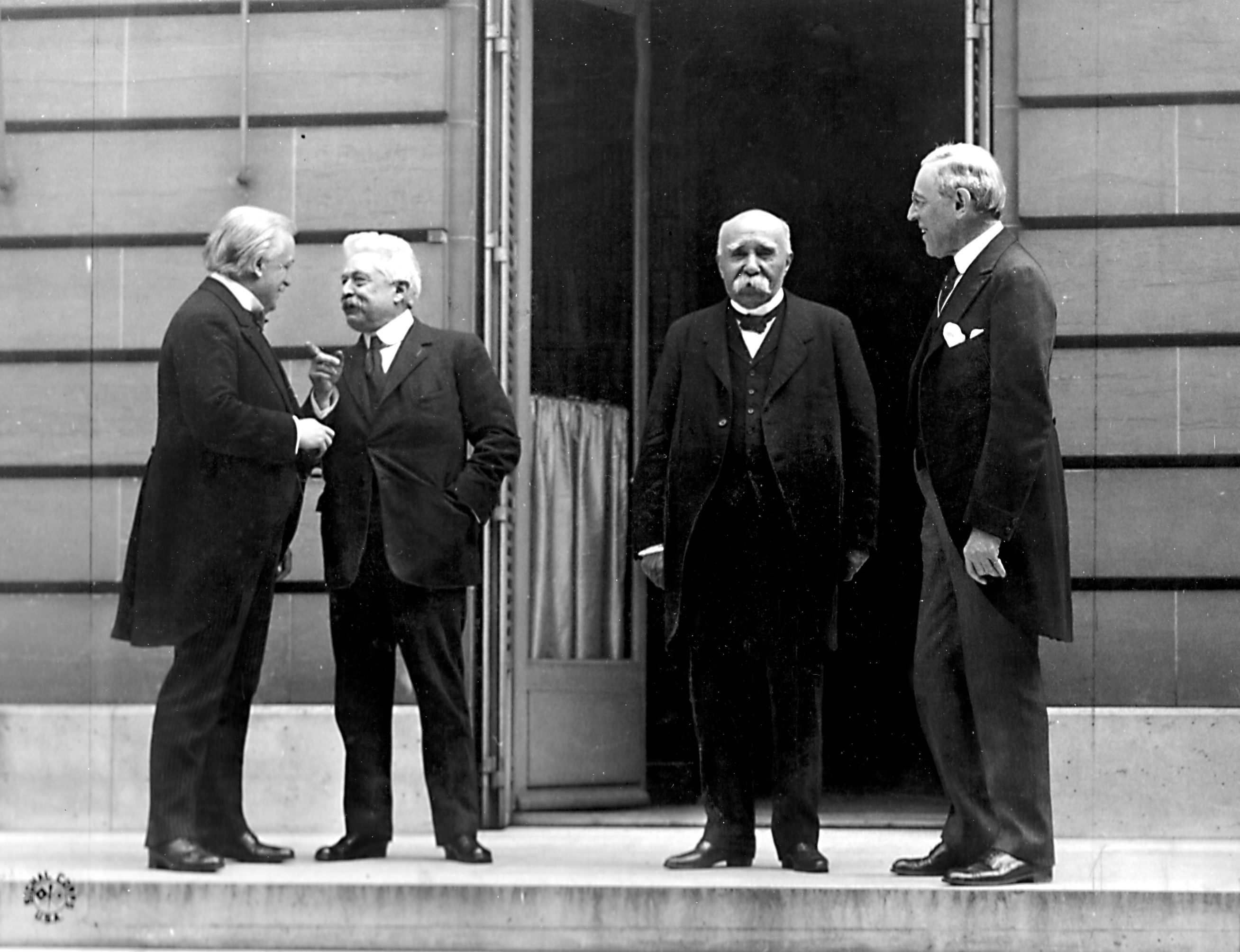
I "quattro grandi" alla conferenza di pace di Parigi: da sinistra a destra, Lloyd George, Vittorio Emanuele Orlando, Georges Clemenceau, Woodrow Wilson

La conferenza di pace iniziò a Parigi il 18 gennaio 1919. Erano presenti i delegati di trentadue tra nazioni e gruppi nazionali che chiedevano l'indipendenza dei loro Paesi, ma i veri protagonisti dei negoziati per la stesura dei trattati di pace furono i rappresentanti di Francia, Gran Bretagna, Italia e Stati Uniti, rispettivamente Georges Clemenceau, Lloyd George, Vittorio Emanuele Orlando e Woodrow Wilson. Le potenze sconfitte non vennero ammesse ai lavori. In primo luogo Wilson ottenne la discussione del patto istitutivo della Società delle Nazioni, un'organizzazione internazionale il cui compito sarebbe stato quello di prevenire o risolvere pacificamente i conflitti avvalendosi di sanzioni economiche o militari. Grazie all'accordo tra Stati Uniti e Regno Unito, avvenuto prima della conferenza per facilitare le discussioni, fu inserita nello statuto della Società delle Nazioni la formula del "mandato", cioè dell'amministrazione delle ex colonie tedesche e di parti dell'Impero ottomano, con cui poterono essere soddisfatte le esigenze coloniali francesi, giapponesi, belghe e britanniche (comprese quelle dei Dominion).
Questa prima contraddizione del "wilsonismo" venne alla luce anche nelle altre questioni più importanti discusse alla conferenza di pace, vale a dire la questione tedesca (confini, disarmo e riparazioni), del lascito dell'Impero austro-ungarico e di quello ottomano, nonché nel riconoscimento giuridico dell'occupazione giapponese di Tsingtao, mentre venne applicato per la questione dei confini orientali italiani (Orlando in aprile lasciò per un certo periodo la conferenza per protestare contro Wilson e contro il rifiuto di accettare le richieste italiane in relazione alla città di Fiume e alla Dalmazia). In definitiva, prevalsero i rapporti di forza del "vecchio" ordine internazionale, come dimostrarono i vari trattati di pace con le potenze sconfitte.
Il trattato di Versailles del 28 giugno 1919 regolava, tra le altre cose, le modifiche territoriali imposte alla Germania: restituzione alla Francia dell'Alsazia e della Lorena, apposizione della Saar sotto controllo internazionale, fino ad un plebiscito da tenere nel 1935 con cessione della proprietà delle miniere di carbone alla Francia, smilitarizzazione e occupazione della Renania per un arco di tempo variabile dai cinque ai quindici anni, cessione dei distretti di Eupen e Malmedy al Belgio, convocazione di un plebiscito nello Schleswig per deciderne le sorti (la parte settentrionale preferì stare sotto la Danimarca, quella meridionale optò invece per la Germania), assegnazione della Slesia settentrionale alla neonata Polonia, sottrazione della città di Danzica (diventata una "città libera" amministrata dalla Società delle Nazioni) e separazione della Pomerania dalla Prussia Orientale mediante la creazione di un "corridoio" da cedere alla Polonia, che così guadagnava uno sbocco sul Mar Baltico. Inoltre, la Germania perse tutte le colonie (affidate con la formula del "mandato" alle potenze vincitrici), venne abolita la coscrizione obbligatoria, fu posto un limite di 100.000 unità all'esercito (privato inoltre dell'artiglieria pesante e dell'aeronautica) mentre la flotta, che non poteva più possedere sommergibili, era già stata internata nel porto scozzese di Scapa Flow, dove si era autoaffondata il 21 giugno.
La condizione più gravosa fu comunque il pagamento delle riparazioni di guerra, fissate in seguito nell'enorme cifra di 132 miliardi di marchi oro, il cui principio era in contrasto con le idee wilsoniane e il cui ammontare complessivo fu la causa di numerose dispute durate fino agli anni trenta, nonché origine del rifiuto del popolo tedesco, anche quello più disponibile a rendersi conto della sconfitta, di accettare un trattato ingiusto ed eccessivamente oneroso, tanto più che la delegazione tedesca non poté partecipare alla sua stesura, ottenendo solamente di poter mettere nero su bianco le sue obiezioni. In Germania il trattato di Versailles fu subito osteggiato da una forte spinta revisionistica.
Il trattato di Saint-Germain-en-Laye del settembre 1919 riguardava l'Impero austro-ungarico, sostituito a novembre dalla Repubblica dell'Austria tedesca, lo stesso mese in cui la Repubblica di Weimar prendeva ufficialmente il posto dell'Impero tedesco. L'Austria perse gran parte dei suoi territori e rimase circoscritta al solo territorio abitato da popolazioni di lingua tedesca, che nel complesso occupavano circa un quarto del vecchio impero. Il Trentino-Alto Adige, Gorizia, Trieste e l'Istria andarono all'Italia, la Boemia, la Moravia e la Slovacchia vennero fuse a formare la Cecoslovacchia, la Bucovina passò alla Romania, parte della Carinzia fu divisa fra l'Austria e il nuovo Regno dei Serbi, Croati e Sloveni da un plebiscito e anche il Burgenland fu spartito con l'Ungheria, divenuta indipendente, sempre in seguito ad un plebiscito. L'esercito venne ridotto a 30.000 soldati e un articolo del trattato, rafforzato da un altro articolo del trattato di Versailles che esplicitava la stessa cosa, vietava l'annessione alla Germania (Anschluss).
Il trattato di pace con la Bulgaria, ovvero il trattato di Neuilly, venne firmato il 27 novembre 1919. Esso prevedeva la perdita della Tracia occidentale, ceduta al Regno di Grecia, con il relativo sbocco sul Mar Egeo, la cessione di alcune province minori al Regno dei Serbi, Croati e Sloveni e la restituzione della Dobrugia Meridionale alla Romania.
Dopo la fine della breve Repubblica Sovietica Ungherese di Béla Kun, sconfitta dai romeni e dai cecoslovacchi, le sorti dell'Ungheria vennero stabilite dal trattato del Trianon (4 giugno 1920), che prevedeva la cessione del Banato alla Romania (che ottenne anche parte della Transilvania) e al Regno dei Serbi, Croati e Sloveni (a cui andò anche la Croazia e la Slavonia). Una forte minoranza ungherese rimase nei confini cecoslovacchi, nella Rutenia subcarpatica, mentre un'altrettanto forte minoranza tedesca abitava nei Sudeti.

I cambiamenti territoriali avvenuti in Europa dopo la prima guerra mondiale

Uno dei trattati più complessi e severi fu quello di Sèvres, firmato il 10 agosto 1920. Con esso l'Impero ottomano] perdeva tutti i territori esterni all'Anatolia settentrionale e alla zona di Istanbul: Siria, Palestina, Transgiordania e Iraq vennero affidati a Francia e Gran Bretagna, che ne fecero dei "mandati", affermando il loro potere con la forza (guerra franco-siriana); Smirne, dal 1917 affidata all'Italia, passava ora per cinque anni sotto l'amministrazione provvisoria della Grecia (in attesa di un plebiscito), che ottenne anche la Tracia e quasi tutte le isole egee; l'Armenia diventò indipendente e il Kurdistan ottenne un'ampia autonomia; i Dardanelli rimanevano sotto l'autorità nominale del sultano Mehmet VI, ma la navigazione venne posta sotto il controllo di una commissione internazionale, che per garantire la libertà di navigazione aveva sotto controllo anche delle strisce di territorio sia sulla costa europea che su quella asiatica. L'intento della commissione era di chiudere gli stretti ad ogni aiuto destinato ai rivoluzionari russi e aprirli alle forze controrivoluzionarie. Ancora, Gran Bretagna, Francia e Italia presero in gestione le finanze imperiali. È da dire, comunque, che il trattato di Sèvres fu il primo ad essere completamente messo in discussione.
Prima ancora che fosse firmato, infatti, un gruppo di militari guidato da Mustafa Kemal dichiarò di non voler accettare una sconfitta che non aveva subito ed iniziò una duplice guerra contro il sultano e gli eserciti occidentali stanziati in Turchia, che rinunciarono a combattere e si ritirarono. Nell'aprile 1920 venne indetta un'assemblea nazionale ad Ankara che fece da preludio, dopo aver sconfitto la Grecia, alla nascita della Repubblica nel 1923, che nelle intenzioni di Kemal doveva essere laica e confinata nella penisola anatolica, dove era dominata dalla popolazione turca. Il nuovo Stato venne riconosciuto dalle potenze dell'Intesa il 24 luglio 1923 con il trattato di Losanna, che ridava alla Turchia la piena indipendenza e il controllo delle coste attorno ai Dardanelli, dove la navigazione era regolata da una convenzione. Kemal era già uscito dall'isolamento internazionale il 16 marzo 1921, firmando il primo trattato anticoloniale del dopoguerra con i rivoluzionari russi, che acquisirono parte dell'Armenia, istituendovi poi una repubblica socialista; nel 1923, però, la Turchia non aveva più interesse a favorire l'Armata Rossa, preferendo invece normalizzare i rapporti con le potenze occidentali che avrebbero dominato il Mediterraneo orientale.

#### Il destino delle colonie tedesche
I territori dell'ormai ex impero coloniale tedesco finirono sostanzialmente spartiti tra gli Alleati vittoriosi, pur con la veste formale di "mandato della Società delle Nazioni".
L'Africa Orientale Tedesca divenne il Territorio del Tanganica, dato in affidamento al Regno Unito, tranne che per la porzione nord-occidentale (Ruanda-Urundi), passata invece sotto l'amministrazione del Belgio; tanto la colonia del Togoland quanto quella del Camerun Tedesco furono divise in due mandati distinti (rispettivamente Togoland britannico e Togoland francese, e Camerun britannico e Camerun francese) affidati al Regno Unito e alla Francia, mentre sempre ai britannici, ma con amministrazione di fatto delegata all'Unione Sudafricana, andò il mandato sull'Africa Tedesca del Sud-Ovest (rinominata Africa del Sud-Ovest).
La Nuova Guinea Tedesca divenne il mandato britannico del Territorio della Nuova Guinea, tranne l'isola di Nauru, che fu affidata a un'amministrazione trilaterale tra Regno Unito, Australia e Nuova Zelanda; le ex Samoa tedesche divennero il mandato delle Samoa Occidentali sotto amministrazione congiunta britannica e neozelandese, mentre i restanti possedimenti tedeschi nell'area dell'Oceano Pacifico (isole Caroline, Marianne e Marshall) furono riunti in un Mandato del Pacifico meridionale dato in affidamento al Giappone. La concessione di Kiao-Ciao, sulla costa settentrionale della Cina, fu sottoposta a occupazione giapponese finché il 10 dicembre 1922 il governo di Tokyo, sotto forti pressioni statunitensi, non la restituì all'amministrazione cinese; le concessioni territoriali di cui Germania e Austria-Ungheria godevano nella città cinese di Tientsin furono riassorbite nella Repubblica di Cina.

## Il fallimento della politica di sicurezza
Le clausole con la Germania stipulate nella conferenza di Versailles imponevano alla nazione sconfitta l'ammissione della propria "colpevolezza"; ciò ebbe ripercussioni molto negative nella percezione che la popolazione ebbe nei confronti di chi gli aveva imposto il trattato e vi consolidò l'idea che la fine della guerra fosse stata decisa dallo sfacelo e dalla rivoluzione sul fronte interno. I nazionalisti e gli ex capi militari cercarono di addossare la colpa ad altri, e presto i capri espiatori vennero identificati nei politici della Repubblica di Weimar, nei comunisti e nell'"internazionale ebraica", colpevoli sia di aver criticato la causa del nazionalismo tedesco, sia, semplicemente, di non essersi mostrati sostenitori abbastanza entusiasti di quest'ultimo.
Ma non solo gli sconfitti rimasero delusi dalle conclusioni della Conferenza, anche alcuni dei paesi vincitori videro negarsi possedimenti territoriali e alcune clausole istituite con gli Alleati per convincere le altre nazioni ad entrare in guerra a loro fianco. Il Belgio vide negarsi i possedimenti in Africa e l'Italia invece entrò in forte contrasto con Wilson e le altre potenze Alleate che non le consentirono di applicare quanto il patto di Londra concordava.

### Il problema della sicurezza europea
La Società delle Nazioni, l'organo con sede a Ginevra che avrebbe dovuto riorganizzare le relazioni internazionali e risolvere i conflitti tra gli Stati in modo da evitare la guerra, in realtà poggiava le gambe su uno statuto suggestivo ma astratto, contraddetto dallo spirito punitivo di Versailles e i cui principi non troveranno una concreta volontà politica disposta ad applicarli. L'organizzazione, pensata da un presidente statunitense, venne abbandonata prematuramente proprio dagli Stati Uniti per volere del Congresso e del nuovo presidente repubblicano Warren Gamaliel Harding, che preferirono portare avanti una politica isolazionista concentrandosi solo nell'area dell'Oceano Pacifico e dell'America meridionale. L'assenza degli Stati sconfitti, degli Stati Uniti e dell'Unione Sovietica ridussero la Società delle Nazioni in uno strumento in mano a Gran Bretagna e Francia. Presente in Europa solo economicamente, l'assenza politica degli Stati Uniti causò la mancanza in Europa di un forte garante esterno capace di risolvere le controversie.
L'insuccesso dei tentativi francesi alla conferenza di Parigi di ingabbiare la Germania in restrizioni tali da impedirle di nuocere alla Francia per un ragionevole lasso di tempo condizionò fortemente la politica francese del dopoguerra. I primi paesi a cui si avvicinò la Francia furono gli stati con interessi antirevisionistici: Regno dei Serbi, Croati e Sloveni, Romania, Cecoslovacchia (tutti e tre a formare la Piccola Intesa tra il 1920 e il 1921) e Polonia. In realtà, più che portare un contributo effettivo alla sicurezza francese, erano questi paesi che necessitavano dell'aiuto francese per non rimanere isolati e alla mercé di attacchi sia esterni che interni. Quando nel gennaio 1922 il governo francese passò alla destra nazionalistica, il primo ministro Raymond Poincaré decise di usare la forza, e l'11 gennaio 1923 ordinò all'esercito di occupare la Ruhr e le sue risorse minerarie per compensare le riparazioni di guerra che la Germania non era riuscita a pagare. L'azione fu fortemente criticata dalla Gran Bretagna, e Berlino adottò la linea della "resistenza passiva" impedendo ai lavoratori di recarsi nelle fabbriche della Ruhr.
Presto si giunse ad uno stallo completo che terminò solo con l'arrivo al cancellierato tedesco, in agosto, di Gustav Stresemann. Convinto che la situazione della Germania si sarebbe dovuta normalizzare non grazie a colpi di mano, ma conquistando la fiducia dei Paesi vincitori, a settembre Stresemann revocò la resistenza passiva. Un anno dopo Édouard Herriot divenne il nuovo primo ministro francese, e si impegnò, assieme all'omologo britannico, il laburista Ramsay MacDonald, a rafforzare la Società delle Nazioni con il protocollo di Ginevra, che tuttavia venne abbandonato dopo le dimissioni di MacDonald nel novembre 1924 e l'elezione del conservatore Stanley Baldwin. La Società delle Nazioni continuò ad essere priva di effettivo potere. Il varo del piano Dawes avvenuto in quello stesso 1924, che trovò una soluzione alle riparazioni di guerra tedesche e favorì un clima più sereno, permise a Stresemann, nel febbraio 1925, di rendersi disposto a riconoscere il confine renano e a restituire l'Alsazia-Lorena alla Francia, a patto che le truppe di occupazione franco-belghe si fossero ritirate dalla Ruhr, cosa che avvenne entro agosto.
Il discorso di Stresemann fu accettato col patto di Locarno del 16 ottobre, firmato tra Germania, Francia, Gran Bretagna, Belgio e Italia che, di fatto, capovolse il trattato di Versailles: da un'imposizione si passò all'accettazione dello stato delle cose. La Francia si assicurò quindi la sicurezza dell'area renana e i buoni rapporti con la Germania (almeno finché Stresemann e Aristide Briand rimasero in vita), ma non la sicurezza globale in Europa. Il patto di Locarno infatti lasciò aperta la questione dei confini orientali tedeschi, per cui la Francia dovette stipulare un trattato di alleanza e mutua assistenza con la Polonia e la Cecoslovacchia, mentre affidò all'Italia l'indipendenza austriaca, per cui si era parlato di una possibile unione alla Germania (Anschluss) già nel 1919.
La Rivoluzione d'ottobre riuscì ad attecchire, fuori dalla Russia, solo in Ungheria, dove il regime di Béla Kun resistette fino all'agosto 1919. Negli altri Stati europei la rivoluzione proletaria venne scongiurata o dalle risposte riformistiche e parlamentari, o dalle dittature, e per i primi anni venti l'Unione Sovietica era vista solamente come un problema internazionale, concentrato soprattutto sui confini occidentali dell'URSS e dai suoi rapporti con il Giappone e la Cina, ma non come una minaccia per l'Europa, debilitata com'era dagli strascichi del trattato di Brest-Litovsk (sconfessato alla conferenza di Parigi) che l'avevano privata della Finlandia, dei Paesi Baltici e dei territori in Polonia, tutti Stati tornati indipendenti. L'isolamento sovietico continuò fino al trattato di Rapallo del 1922 siglato con la Germania, a cui seguì un rapido riconoscimento dell'URSS da parte di tutti i paesi occidentali.

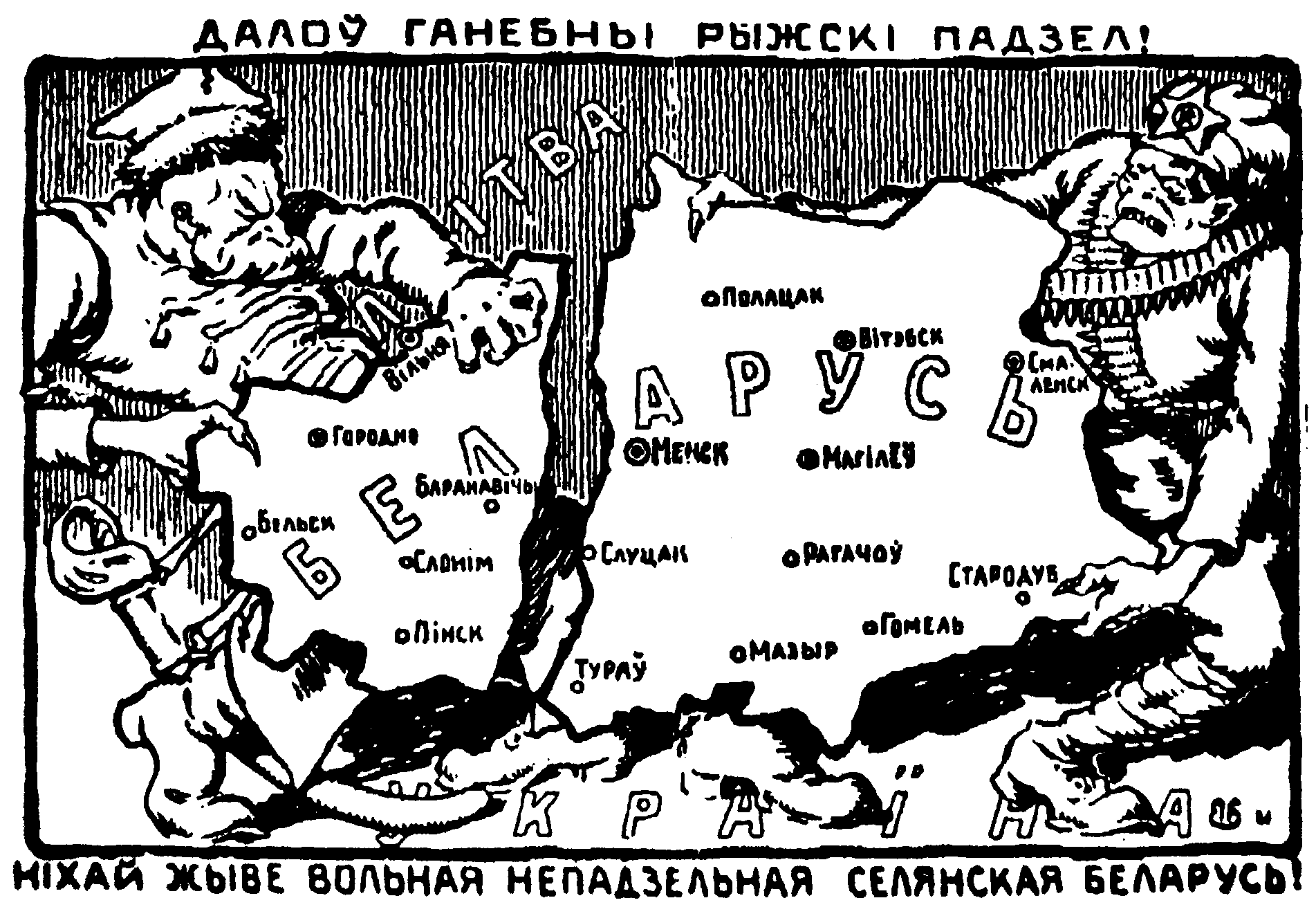
Caricatura della pace di Riga che raffigura la Polonia (a sinistra) e la Russia intente a spartirsi la Bielorussia, mentre calpestano il territorio ucraino

Fra i problemi legati alla sicurezza, il più complesso era quello della Polonia, tornata indipendente inglobando Galizia, Slesia e parti di Pomerania, Bielorussia e Ucraina con tutti i vari gruppi etnici che abitavano queste regioni. La Polonia indipendente era il simbolo del nuovo ordine internazionale europeo, ma i suoi confini erano carichi di potenziali tensioni. Nel 1921 parte della Slesia tornò alla Germania in seguito ad un plebiscito, ma i confini orientali vennero normalizzati solo dopo una guerra contro la Russia, esplosa dopo che il leader polacco Józef Piłsudski aveva stretto dei rapporti di amicizia con il presidente ucraino Simon Petljura. L'Armata Rossa sembrò avere la meglio, giungendo fino quasi a Varsavia, ma gli aiuti francesi elargiti ai polacchi permisero a questi di passare alla controffensiva e di sconfiggere la Russia. La pace di Riga del marzo 1921 diede nuovi territori della Bielorussia alla Polonia, che diventò così una "Grande Polonia", fortemente nazionalista ma geopoliticamente sovradimensionata, che poteva essere un solido spartiacque tra Germania e URSS o la preda di questi ultimi.

### La prima crisi del colonialismo europeo
L'egemonia globale europea subì il più grande colpo in ambito coloniale. Dalla fine del XIX secolo l'imperialismo fu oggetto delle critiche del marxismo, mentre Lenin definì il colonialismo come la «fase suprema» del capitalismo, indicando nella lotta per l'indipendenza dei popoli il mezzo per eliminare il sistema economico dominante.
L'imperialismo europeo di fine XIX secolo era non solo il frutto di fenomeni culturali, ma rispondeva alla precisa necessità di sostenere lo sviluppo dell'industrializzazione, bisognosa di materie prime scarse o costose in Europa ma abbondanti in determinate aree geografiche del mondo, raggiungibili e conquistabili con una potente flotta e sfruttabili con un'adeguata marina mercantile. Dopo non molti anni il malcontento tra le popolazioni colonizzate gettò i semi della rivolta, già prima della Grande Guerra: agitazioni nazionaliste in Cina, India e Turchia e delle popolazioni bianche sotto il regime coloniale della Gran Bretagna (che nel 1907 concedette ai suoi Dominion un'indipendenza quasi totale, riformando nel 1931 lo statuto del Commonwealth delle nazioni).
Gli accordi segreti stipulati durante la guerra per decidere il futuro delle colonie tedesche o dei vasti possedimenti dell'Impero ottomano si scontrarono con le idee del presidente statunitense Wilson, che riuscì ad inserire nel patto istitutivo della Società delle Nazioni un articolo, il numero 22, che introduceva la formula dei "mandati" (divisi in tre tipi – A, B, C – ognuno con una diversa misura d'intervento della potenza mandataria) intesi come «una missione sacra di civiltà»; inoltre alle comunità del Medio Oriente (mandati di tipo A) venne riconosciuto uno sviluppo tale da permetterne l'indipendenza, raggiungibile con l'aiuto della potenza mandataria che, per autorizzarla, avrebbe dovuto tenere conto prima di tutto dei voti di tali comunità. La Francia si aggiudicò gli attuali Siria e Libano, mentre la Gran Bretagna ottenne la Palestina e l'Iraq. I primi attuarono un forte e profondo colonialismo, che lasciò tracce profonde che rimandarono l'indipendenza praticamente al 1946, mentre i secondi demandarono il governo dei territori alla dinastia hashemita che li aveva appoggiati durante la guerra.
Anche in Africa settentrionale si fecero sentire i movimenti nazionalisti. La Gran Bretagna fu costretta a rinunciare al protettorato egiziano concedendo piena indipendenza al paese, seppur con molte riserve circa i poteri del sovrano Fu'ad; in Libia le forze italiane inviate per recuperare il controllo della Cirenaica, della Tripolitania e del Fezzan furono duramente impegnate dalle tribù locali, mentre in Algeria (Francia) e Marocco (Spagna) i ribelli di Abd el-Krim posero per la prima volta il problema della convivenza tra popolazione indigena e metropolitana. In India il Congresso Nazionale Indiano (guidato da Gandhi e Nehru) e la Lega Musulmana Panindiana di Ali Jinnah unirono le forze per combattere la potenza dominante, cioè la Gran Bretagna.

### La Grande depressione e il suo impatto internazionale
Invece di sviluppare le proposte dei paneuropeisti ed esaminare i cambiamenti che gli USA e il Giappone avevano introdotto nel mercato globale e sul sistema coloniale, gli Stati europei si chiusero al proprio interno, ciascuno cercando di risolvere i problemi con provvedimenti economici e azioni politiche diverse. Questa mancanza di coordinazione risultò evidente quando la crisi finanziaria statunitense del 1929 espatriò in Europa.

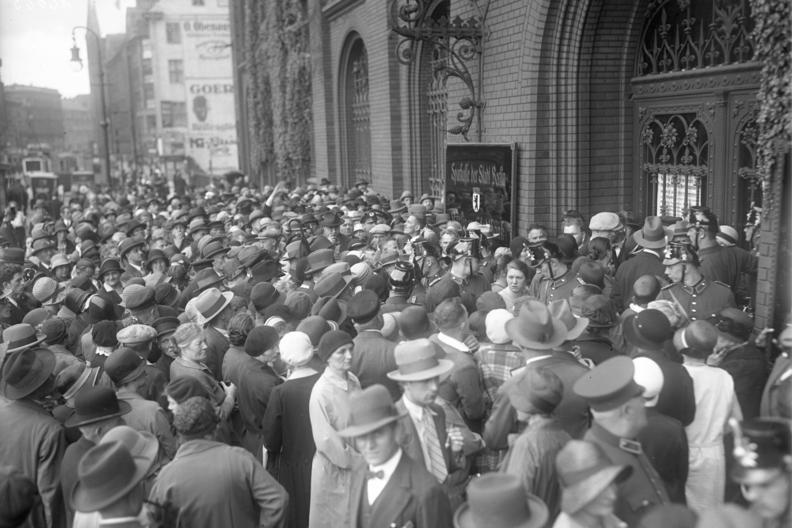
Berlino, luglio 1931: dopo aver appreso il fallimento della Darmstädter und Nationalbank una folla corre agli sportelli di una banca per ritirare i propri risparmi

Nell'ottobre di quell'anno la borsa di Wall Street registrò un'enorme caduta del prezzo dei titoli azionari (precedentemente gonfiati all'eccesso dalle speculazioni), che continuò sino a tutto novembre e oltre, risalendo ai livelli precedenti della crisi solo nel 1936. La crisi, oltre a ripercuotersi sul sistema finanziario, toccò anche l'ambito produttivo e le persone occupate nel settore, che innalzarono notevolmente il livello della disoccupazione (ad esempio, negli USA del 1932 i disoccupati erano dodici milioni). Dato che dal 1923 la finanza statunitense aveva importanti attività in Europa, aumentate con il piano Dawes per il risanamento della Germania che aprì le porte al capitale statunitense ai mercati europei, specialmente a quello tedesco, la crisi del 1929 contagiò anche il Vecchio Continente.
La Germania subì un'impennata inflazionistica e una crisi produttiva per fronteggiare le quali il cancelliere Brüning dovette avviare una politica di restrizioni finanziarie, spingendo però i socialisti all'opposizione e radicalizzando il panorama politico, da cui irruppe il Partito Nazionalsocialista Tedesco dei Lavoratori di Adolf Hitler. Brüning cercò di alleviare la crisi tentando un'unione doganale con la Prima repubblica austriaca (Angleichung, assimilazione), anch'essa in difficoltà, ma l'operazione venne interpretata come un tentativo di Anschluss, vietato dai trattati di Versailles e Saint-Germain-en-Laye, ed incontrò l'opposizione franco-italiana che bloccò ogni ulteriore sviluppo.
Il fallimento dell'Angleichung si ripercosse pesantemente sulla situazione economica austriaca, già provata dalla riduzione del vecchio mercato preferenziale austro-ungarico e con una disoccupazione endemica. Nel 1931 il Creditanstalt, la maggiore banca austriaca, che controllava anche una serie di banche minori, dovette fornire un bilancio delle sue finanze per ottenere un credito da banche di vari paesi, ma risultò che le passività erano superiori alle attività e venne dichiarato il fallimento. Il credito venne allora concesso dalla Società delle Nazioni, che da agosto cominciò a versare scellini nelle casse austriache ponendo di fatto l'Austria sotto uno stretto controllo italo-francese. Nel frattempo, tutti quelli che ne ebbero la possibilità ritirarono i loro capitali dal paese, generando un panico tale da innalzare la Grande depressione a fenomeno globale.
Nell'estate 1931 tutto il sistema di pagamento dei debiti interalleati e delle riparazioni di guerra venne sospeso; numerose banche furono costrette a chiudere. Il 21 settembre il primo ministro britannico MacDonald, visto il livello pericolosamente basso delle riserve in oro e valuta della Banca d'Inghilterra, decretò l'abbandono del sistema aureo (Gold standard). La sterlina si svalutò e molti possessori di dollari furono spinti a chiederne il cambio in oro, mettendo alla prova la Federal Reserve. Il Regno Unito cercò sollievo con lo statuto di Westminster che riformò il Commonwealth, mentre gli USA avevano adottato già dal 1930, con lo Smoot-Hawley Tariff Act, la strada del protezionismo che, in ogni caso, non riuscì ad isolare completamente il paese dagli effetti internazionali della crisi. I gravi problemi generati da questa crisi vennero discussi nel giugno 1933 a Londra da esponenti dei governi britannico, francese e statunitense, ma non venne raggiunto nessun accordo su come superare le difficoltà, volendo preferire ognuno l'interesse nazionale a quello di altri Stati. Nello stesso anno il presidente statunitense Franklin Delano Roosevelt pronunciò un discorso alla Società delle Nazioni in cui, in pratica, dichiarava la fine dell'interesse statunitense per l'economia europea, in attesa che l'Europa rimettesse ordine al suo interno.

## Effetti socio-economici
La prima guerra mondiale fu condotta in modo totalmente diverso rispetto ai conflitti precedenti e produsse cambiamenti socio-economici di lunga durata. Si calcola che complessivamente furono 66 milioni gli uomini arruolati e spediti al fronte, che lasciarono a casa famiglie e imprese con ripercussioni sulla vita della società. La "guerra di massa" stravolse e accelerò lo sviluppo delle comunicazioni e l'industria, introdusse l'uso del mezzo aereo sia come macchina da guerra che come mezzo di trasporto per persone e merci. L'ingente uso di manodopera nelle catene di montaggio avvicinò i lavoratori alle ideologie più estremizzate che favorirono sia il clima rivoluzionario sia il timore delle classi più abbienti di veder intaccati i propri guadagni, che li spinsero verso scelte conservatrici o autoritarie: la guerra foraggiava sia il "socialismo rivoluzionario", visto come speranza di rinnovamento sociale, sia il "nazionalismo estremistico", sinonimo di avanzamento nazionale.

## Le conferenze del disarmo
Tra gli articoli inseriti nello statuto della Società delle Nazioni ve ne era anche uno, l'articolo 8, che affermava che tutte le nazioni avrebbero dovuto ridurre i loro armamenti, compatibilmente con la sicurezza nazionale, al livello più basso possibile. Di fatto, quindi, il disarmo imposto alla Germania veniva generalizzato.
Il trattato navale tra USA, Gran Bretagna, Giappone, Italia e Francia scaturito dalla conferenza di Washington si preoccupò di regolare gli armamenti in campo navale. Gran Bretagna e USA acconsentirono ad avere delle flotte di uguali proporzioni così come stabilirono Francia e Italia, superate però dal Giappone che riuscì ad ottenere un tonnellaggio navale maggiore. Nel 1927 il presidente statunitense Calvin Coolidge riunì le parti per discutere della riduzione del naviglio militare di stazza intermedia. Sul punto si scontrarono gli interessi italiani e francesi, con il nuovo governo di Mussolini che non volle accettare una parità di armamenti con la Francia che, a sua volta, non era disposta a disarmare ulteriormente la flotta, adducendo come motivazioni la nuova politica balcanica del Duce e la necessità di mantenere operative due flotte (una per l'Atlantico e una per il Mediterraneo). Queste posizioni esclusero i due paesi dall'accordo raggiunto a Londra nel 1930 tra USA, Gran Bretagna e Giappone (aumento del naviglia giapponese, parità angloamericana anche in materia di incrociatori, cacciatorpediniere e sommergibili). La situazione italo-francese si sbloccò nel 1931 con il raggiungimento di un complicato compromesso.
Quanto al disarmo generale, venne istituita un'apposita commissione che lavorò dal 1926 al 1930, che al termine degli studi convocò una conferenza a Ginevra, da tenersi il 2 febbraio 1932. Il governo francese di Pierre Laval propose la subordinazione degli armamenti alla nascita di un sistema di garanzie collettive facenti capo alla Società delle Nazioni, ma il progetto si infranse contro l'opposizione del ministro degli esteri italiano Dino Grandi, che avrebbe accettato una riduzione degli armamenti a livelli identici per tutte le nazioni solamente se fosse stata ristabilita la "cooperazione e la giustizia internazionale", con riferimento al revisionismo balcanico che, tuttavia, la Francia non era disposta ad appoggiare. Alla conferenza prese parola anche il cancelliere tedesco Heinrich Brüning: dal momento che nessuno Stato aveva tenuto fede al disarmo dichiarato nella Carta della Società delle Nazioni, egli chiese la fine dei vincoli di Versailles sugli armamenti tedeschi, fornendo in cambio garanzie unilaterali quali la rinuncia ad avanzare, per un certo numero d'anni, rivendicazioni territoriali.
La conferenza tergiversò a lungo, con le potenze occidentali divise, e diede una risposta affermativa quando Hitler era già diventato cancelliere (gennaio 1933). Il Führer non ritirò subito la delegazione tedesca, chiedendo invece a maggio una messa in pratica immediata del principio di parità dei diritti tedeschi in materia di armamenti (Gleichberechtigung). Era una mossa puramente provocatoria, impossibile da accogliere, e Hitler la sfruttò il 14 ottobre per legittimare il ritiro della delegazione e l'uscita della Germania dalla Società delle Nazioni.

## I residuati bellici

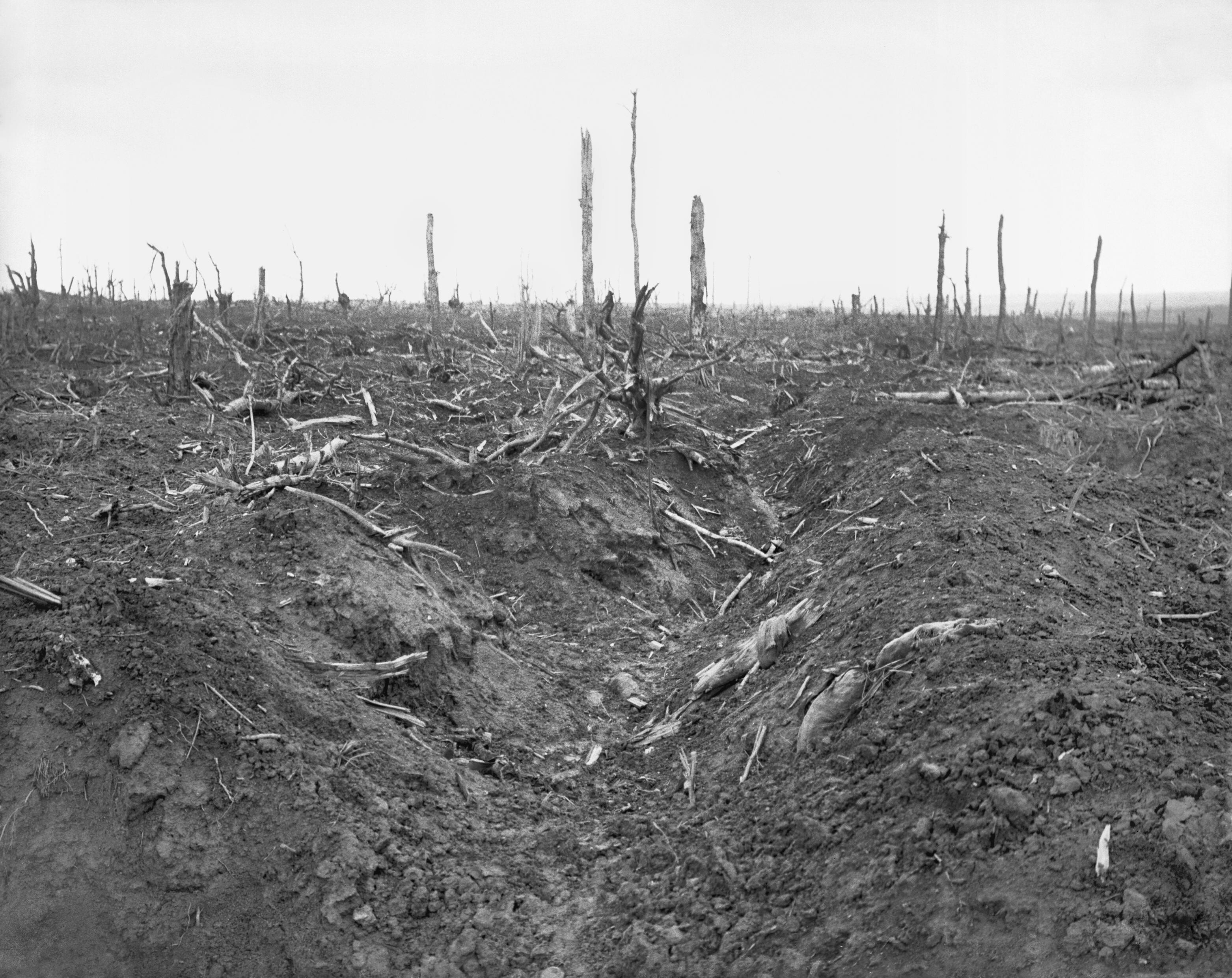
Una trincea tedesca presso Delville, vicino a Longueval (Somme), all'interno della Zone Rouge, 1916

Le aree dove si fronteggiarono le opposte trincee furono totalmente distrutte e rese inabitabili per gli ordigni inesplosi, le sostanze tossiche e i resti di cadaveri che impregnavano il suolo. Sul fronte occidentale questi territori, che, in origine si estendevano per più di 1 200 chilometri quadri (460 mi²), furono espropriati dal governo francese, che creò la Zone Rouge (Zona Rossa) e ne proibì l'utilizzo, non essendo possibile una bonifica in tempi brevi.

## L'influenza spagnola
La prima guerra mondiale non fu l'origine dell'influenza spagnola, che non è ben chiara, ma la vita a stretto contatto dei soldati al fronte contribuì ad accelerare la sua diffusione e ad accrescerne la mortalità. Infettando circa cinquecento milioni di individui, principalmente soggetti adulti in salute, quest'influenza pandemica si diffuse in tutto il mondo, provocando, dal gennaio 1918 al dicembre 1920, dai venti ai cinquanta milioni di morti (circa il 3% della popolazione mondiale), diventando uno dei più micidiali disastri naturali della storia umana. Alcuni tessuti recuperati dai corpi congelati delle vittime hanno permesso di riprodurre il virus per eseguire degli studi che hanno potuto chiarire il modo di uccidere del virus, vale a dire provocando una tempesta di citochine che generava a sua volta una risposta esagerata del sistema immunitario, più debole nei bambini e nelle persone di età media, ma perfettamente funzionante in quelle adulte.